# Testacoda (singolo)
Testacoda è un singolo della cantautrice italiana Bianca  Atzei, pubblicato il 7 marzo 2025.

## Promozione
Il brano è stato presentato in gara dalla stessa artista durante la sua partecipazione alla prima edizione della manifestazione canora San Marino Song Contest, dove si è classificata al sedicesimo posto.

## Video musicale
Il video musicale, diretto da Dopoesco, è stato pubblicato il 25 febbraio 2025 attraverso il canale YouTube di Apollo Records.

## Tracce
Testi e musiche di Veronica Atzei, Antonella Sgobio, Diego Calvetti, Gianni Pollex, Oscar Angiuli e Roberto William Guglielmi.
1. Testacoda – 2:53